# Władysław Gołąbek

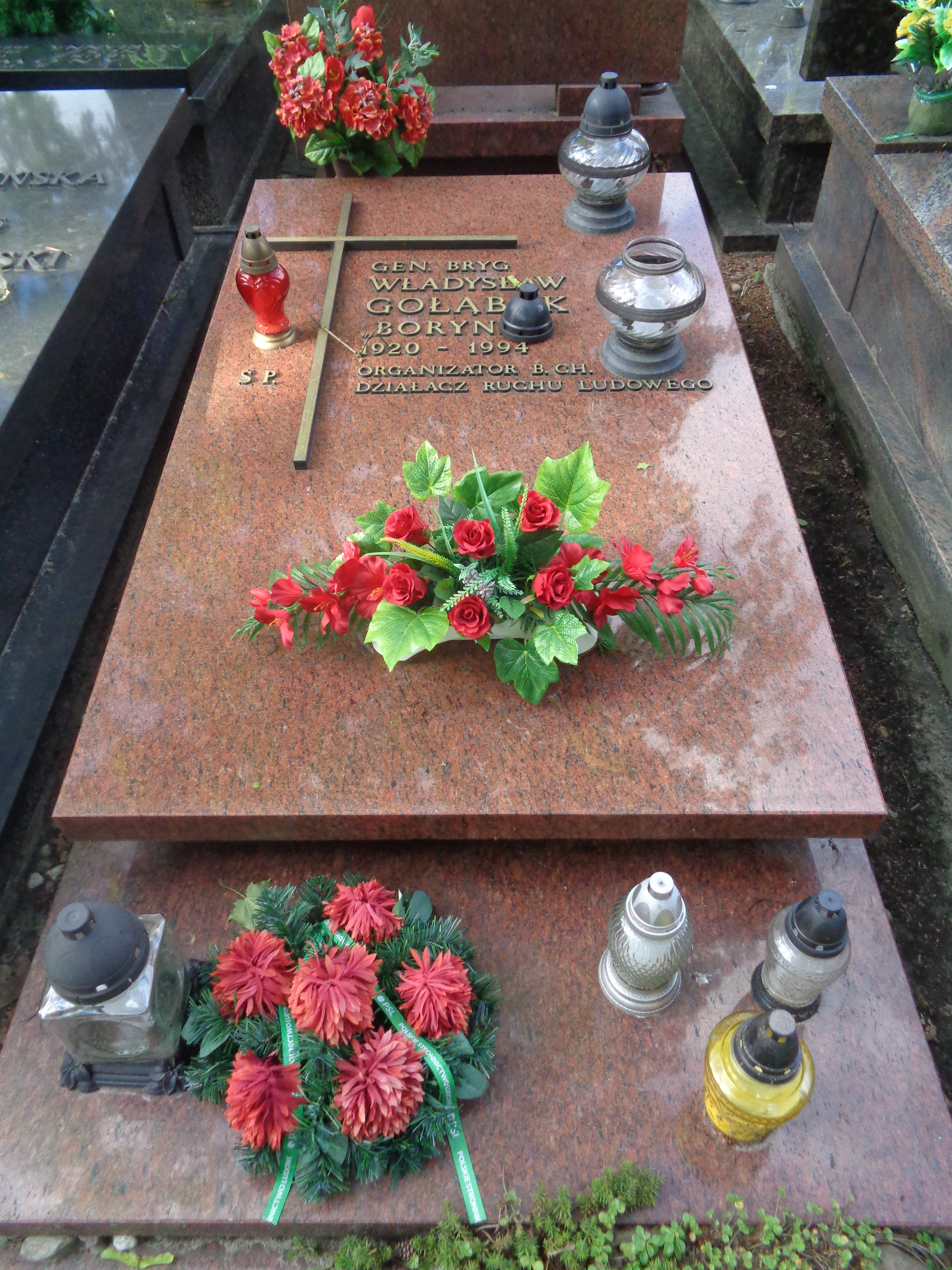
Grób Władysława Adama Gołąbka na cmentarzu Wojskowym na Powązkach

Władysław Adam Gołąbek, ps. Stefan, Boryna (ur. 1 stycznia 1920 w Kroczowie Mniejszym, zm. 22 sierpnia 1994 w Błoniu) – żołnierz Batalionów Chłopskich, funkcjonariusz Milicji Obywatelskiej, generał brygady w stanie spoczynku ludowego Wojska Polskiego.

## Życiorys
Syn Wojciecha, rolnika zamordowanego przez Niemców w 1942 roku i Marii z Wulczyńskich. Przed wojną ukończył 7 klas szkoły powszechnej w Kazanowie, a następnie 6 klas Gimnazjum Ogólnokształcącego w Łodzi. W latach 1941–1942 był żołnierzem Batalionów Chłopskich w rejonie radomskim i kieleckim. Od 1942 do 1944 był zastępcą dowódcy zgrupowania partyzanckiego Jana Sońty. Osobiście dowodził walkami z oddziałami SS i żandarmerii niemieckiej koło Zwolenia. Żołnierze jego zgrupowania przeprowadzili wiele udanych akcji przeciwko okupantowi. W 1944 wstąpił do Stronnictwa Ludowego, jesienią przebił się przez linię frontu pod Chotczą wraz z oddziałami Armii Ludowej na tereny opanowane przez oddziały Armii Czerwonej. Po wojnie działał w ZMW RP „Wici”. 
Od października 1944 był funkcjonariuszem Milicji Obywatelskiej, gdzie został przyjęty w stopniu majora i wyznaczony na komendanta Kursów Przeszkolenia Kierowników Jednostek MO w Lublinie. W lutym 1945 został komendantem Szkoły Oficerów Liniowych MO w Łodzi, a w maju 1945, po reorganizacji - komendantem Szkoły Oficerów Liniowych - Kursów Przeszkolenia Kierowników Jednostek MO. Stanowisko to pełnił do marca 1949 awansując we wrześniu 1947 do stopnia podpułkownika MO.  W latach 1946–1949 studiował w Wyższej Szkole Nauk Administracyjnych w Łodzi. 
W lutym 1950 decyzją komendanta głównego MO został zwolniony ze służby. Decyzja ta została zatwierdzona przez ministra bezpieczeństwa publicznego gen. Stanisława Radkiewicza rozkazem z 11 lutego 1950. Zwolnienie było motywowane utratą zaufania do jego osoby z przyczyn politycznych (przynależność do BCh i Stronnictwa Ludowego w czasie wojny, utrzymywanie kontaktów z byłymi członkami BCh grupy „Ośki” ). W 1953 zarzucono mu również, że ukrył fakt przynależności do ZWZ i Armii Krajowej, do których należał równolegle od 1942 roku.
Po zwolnieniu z MO pracował w Ministerstwie Kontroli Państwowej w Warszawie jako naczelnik wydziału, potem dyrektor departamentu. Po przekształceniu ministerstwa w Najwyższą Izbę Kontroli (w 1957) kontynuował pracę w Izbie aż do przejścia na emeryturę w 1985 roku. W sierpniu 1968 został awansowany do stopnia pułkownika w rezerwie, w korpusie oficerów kwatermistrzostwa. Był działaczem Zjednoczonego Stronnictwa Ludowego, wchodził m.in. w skład Głównego Sądu Partyjnego ZSL.
Od marca 1985 na emeryturze. W 1985 został wpisany do Honorowej Księgi Czynów Żołnierskich. Działał w wielu organizacjach kombatanckich. Od maja 1972 członek Prezydium Zarządu Głównego, a następnie wiceprezes Zarządu Głównego ZBoWiD. 15 września 1988, z okazji jubileuszu 45-lecia LWP znalazł się w grupie kombatantów  mianowanych do stopnia generała brygady w stanie spoczynku; nominację wręczył mu w Belwederze 11 października 1988 przewodniczący Rady Państwa PRL gen. armii Wojciech Jaruzelski.
Był współautorem (wspólnie ze Stanisławą Młodożeniec-Warowną i Rochem Sulimą) książki: Partyzanckie twierdze. O współdziałaniu ludności wiejskiej z ruchem oporu (Ludowa Spółdzielnia Wydawnicza, Warszawa 1974), a także książek o charakterze wspomnieniowym: W oddziałach Batalionów Chłopskich na Kielecczyźnie (LSW, Warszawa 1958), Bez rozkazu (LSW, Warszawa 1968), Nie wiedział co to lęk : opowieść o Tadeuszu Wojtyniaku „Bacy” (LSW, Warszawa 1972).
Zmarł nagle 22 sierpnia 1994 w miejscowości Błonie. Jest pochowany na cmentarzu Wojskowym na Powązkach (kwatera A3 tuje-2-26).

## Awanse
W trakcie służby w Batalionach Chłopskich i w Milicji Obywatelskiej oraz w rezerwie otrzymywał awanse na kolejne stopnie wojskowe:
- podporucznik BCh – 1940
- porucznik BCh – 1941
- kapitan BCh – 1942
- major Milicji Obywatelskiej – 6 listopada 1944
- podpułkownik Milicji Obywatelskiej – 29 września 1947
- pułkownik rezerwy WP – 17 sierpnia 1968
- generał brygady WP w stanie spoczynku – 15 września 1988

## Ordery i odznaczenia
- Order Sztandaru Pracy I klasy (1975)
- Order Sztandaru Pracy II klasy (1969)
- Order Krzyża Grunwaldu III klasy (1946)
- Krzyż Oficerski Orderu Odrodzenia Polski (1964)
- Krzyż Kawalerski Orderu Odrodzenia Polski (1959)
- Krzyż Srebrny Orderu Virtuti Militari
- Złoty Krzyż Zasługi (4 października 1946)[6]
- Krzyż Walecznych
- Krzyż Partyzancki (1948)
- Srebrny Krzyż Zasługi (1945)
- Medal 30-lecia Polski Ludowej
- Medal 40-lecia Polski Ludowej (1984)[7]
- Medal 10-lecia Polski Ludowej
- Medal "Bojownikom przeciwko faszyzmowi 1933-1945" (Niemiecka Republika Demokratyczna, 1970)[8]

## Życie prywatne
W czerwcu 1965 zmienił kolejność imion z Władysław Adam na Adam Władysław. Był żonaty z Barbarą z domu Oleksiewicz, jedna córka.